# 데이비드 비어크
데이비드 비어크(David Bierk, 1944년 6월 9일~2002년 8월 28일)는 미국에서 출생한 캐나다의 남성 화가,  미술 평론가이다.
그는 미국 미네소타주 애플턴에서 출생하였다. 1966년 미국에서 화가 첫 입문을 기회로 화단에 등단을 하였으며(당시 22세) 또한 젊은 시절(24세) 바하마의 그랜드바하마섬 프리포트에 거주하고 있던 1968년 4월 3일, 첫째아들 서배스천 바크를 얻었고 1971년 3월, 바하마의 수도 나소에서 미술평론가로 등단하기도 하였으며 이듬해 1972년 2월에 바하마 영주권(영구거주권)을 취득하기도 하였다.
그는 2002년 8월 28일, 캐나다 온타리오주 오타와에서 향년 58세로 병사하였다.

## 학력
- 1967년 캘리포니아 칼리지 오브 디 아츠 미술학과 학사
- 1970년 훔볼트 주립 캘리포니아 대학교 대학원 미술학과 미술학 석사

## 가족
- 배우자: 앤 딜런 비어크(Anne Dylan Bierk)
- 자녀: 서배스천 바크(장남)